# Olivier Voinnet
Olivier Voinnet (França, 1 de junho de 1972) é um biólogo francês, professor de biologia do RNA no Instituto Federal de Tecnologia de Zurique.
Voinnet obteve um doutorado em 2001 na Inglaterra no grupo de David Baulcombe e obteve mais tarde de líder independente de grupo no Centre national de la recherche scientifique (CNRS) em Estrasburgo, onde foi promovido a Directeur de Recherche em 2005. em 2010 foi para o Instituto Federal de Tecnologia de Zurique, onde foi apontado professor de biologia do RNA. Seu trabalho causou controvérsias devido a alegações de manipulação de imagens, que levaram a diversas correções e retrações de artigos publicados.

## Manipulação investigada
Em 2015 seu trabalho foi investigado por manipulação. A investigação no Instituto Federal de Tecnologia de Zurique constatou que ele feriu seu dever de cuidado na manipulação de imagens bem como em seu dever de supervisor como um diretor de pesquisa ... e receberá uma advertência em relação a esta conduta" mas também concliu que "isto não é um caso de má conduta científica como definido pelas Regras de Procedimento do Instituto Federal de Tecnologia de Zurique". Outra investigação independente pelo CNRS estabeleceu "a existência de manipulações de diagramas, em quebra dos padrões éticos aplicáveis para a apresentação de resultados científicos" e prosseguiu dizendo que tais "apresentações inapropriadas de dados experimentais, contudo não se amoldam aos fatos". Oito dos artigos de Eight foram invalidados e para 13 publicações foram publicadas correções.

## Manipulação investigada 2
Em 2018, Olivier Voinnet envolveu-se, juntamente com seu colega Patrice Dunoyer, em mais uma investigação interna do CNRS por má conduta científica. Os processos, desta vez, se relacionavam às correções incompletas, publicadas após as sanções recebidas em 2015, bem como a novas publicações contendo, mais uma vez, imagens manipuladas. Em comunicado à imprensa o CNRS divulgou, em 3 de outubro de 2018, o resultado da investigação ressaltando que: "Essas faltas, que se inserem no âmbito da má conduta científica, causaram danos à imagem do CNRS e, mais amplamente, à comunidade científica como um todo." As sanções consistiram numa advertência para Olivier Voinnet e num rebaixamento de grau para P. Dunoyer.  

## Prêmios
Em 2009 Voinnet recebeu a Medalha de Ouro EMBO da Organização Europeia de Biologia Molecular.

### Devolução
Em 2016 a Organização Europeia de Biologia Molecular requisitou de volta a Medalha de Ouro concedida em 2009.